# Carlos González (actor)
Carlos González (Cintruénigo, 24 de maig de 1997) és un actor espanyol, protagonista de Maricón perdido(2021). També ha aparegut a sèries com Señoras del (h)AMPA o Veneno (2020). A més ha treballat en l'especial Una Navidad con Samantha Hudson.
El 2021 va estar nominat als Premis Navarra Televisión i va ser premiat en el Festival Internacional de Cine LGBT de Extremadura pels seus papers a Maricón perdido i Veneno. També ha estat nominat al Fotogramas de Plata al millor actor de televisió als Fotogramas de Plata 2021 per Maricón perdido.